# 北瓶鼻鯨
北瓶鼻鯨（学名：Hyperoodon ampullatus）又称北大西洋瓶鼻鲸，平头鲸，瓶头鲸和陡头鲸。可說是人類研究最深入的喙鯨類，其中有一部分要歸因於長期的捕鯨歷史。19世紀時，有數位英國與挪威的自然學家參與捕鯨的行業，他們提供了許多關於被捕獲的北瓶鼻鯨的細節描述，而捕鯨業也提供了大量屍體供科學研究之用。
1770年，Forster在“Kalm, Travels into North America”一書的譯本註釋中首次提到北瓶鼻鯨，當時的學名為“Balaena ampullatus”，種名源自拉丁文的ampulla，意思是“瓶子”或“燒瓶”，反映其嘴喙形狀。1776年Müllar將名稱改為Balaena rostrata，移入瓶鼻鯨屬之後有很長一段時間都叫Hyperoodon rostrata，直到20世紀初才變更為現今的有效學名Hyperoodon ampullatus。

## 基本資料
其他俗名：Northern Atlantic Bottlenosed Whale、Flathead（英）、anarnak（格陵蘭）、stub、andehval、bottlenosen（挪威）、naebhval（挪威、丹麥）、entenwall（德國）、näbhval（瑞士）
出生時身長體重：3-3.5m，體重未知
最大身長體重記錄：雄-9.8m、雌-8.7m；體重5,800~7,500kg
壽命：至少37年

## 外形特徵

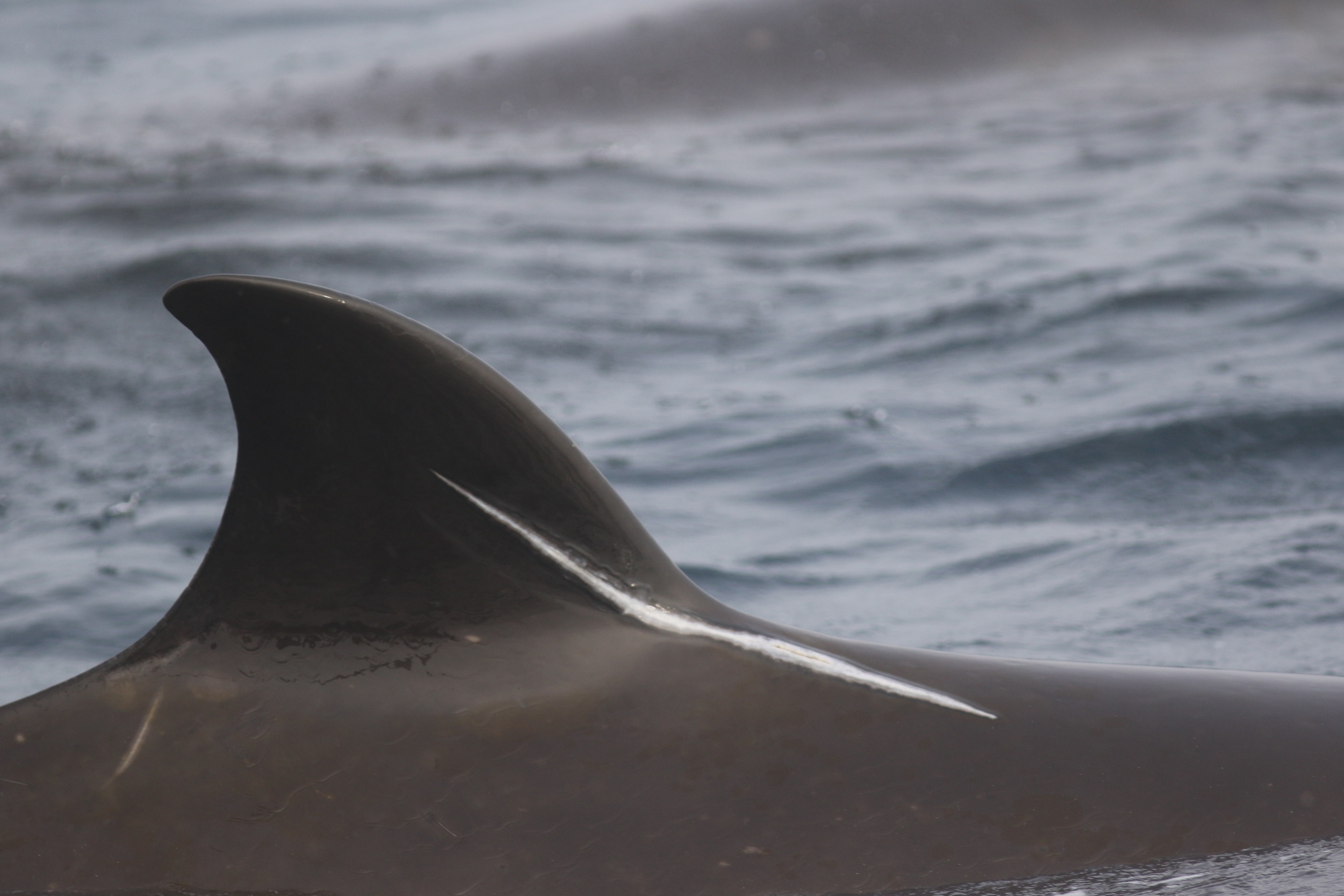
一頭北瓶鼻鯨的背鰭，上面可見一道明顯的傷疤，攝於紐芬蘭外海

北瓶鼻鯨的體型長但圓胖，有顯著的嘴喙與高聳的額隆。背鰭可達三十公分高，位於背部約全長三分之二的位置，外觀呈鐮刀形，尖端通常略微突出。胸鰭小而筆直，末端渾圓，尾鰭中央無凹刻。由頭部外觀可區分性別，成年雄鯨前額白而前凸至接近方形，雌鯨則較灰而呈球狀（未成年雄鯨介於兩者之間）。下顎尖端長有二顆牙齒，通常只有成年雄鯨的牙齒會生長至露出牙齦，略微朝前方彎曲，牙齒上有時會有茗荷介（鵝頸蕂壺）附生。少部分雄鯨可能有四顆牙齒或終生無牙。
成鯨的體色背部呈灰至褐色，腹部則較淺；幼鯨的體色較成鯨來得深，接近黑褐色。身上常有白或淺黃色的橢圓形傷痕，隨著年齡增加範圍會變得更大，在腹部與身體側面尤其明顯。成年雄鯨在前額額隆處有明顯的白色區塊，並會延伸至眼睛後方，被稱作tondebund，似乎是“白額頭”的意思；年老雌鯨在噴氣孔後方多有白色形似衣領的斑紋，昔日挪威捕鯨者稱之為ringfiskar，意思就是“有環的魚”。

## 分布
北瓶鼻鯨僅在北大西洋發現，主要分布於亞北極區域的冷溫帶海域。在大西洋西部主要棲息於戴維斯海峽（Davis Strait）與拉不拉多海（Labrador Sea）北部，以及位於加拿大新科斯細亞省（Nova Scotia）北方，特稱為“The Gully”的海域；在大西洋東部則位於格陵蘭、北極海與巴倫支海（Barents Sea），至於聖勞倫斯灣（Gulf of St. Lawrence）、哈得孫灣（Hudson Bay）、北海（North Sea）、與波羅的海（Baltic Sea）等地則較不常見。在北太平洋北方曾有幾起北瓶鼻鯨的目擊報告，據推測應該是貝氏喙鯨（Baird's Beaked Whale）。北瓶鼻鯨偏好1,000公尺深以上的深水域，偶爾會在有浮冰的海域出現。牠們的移動情形複雜，似乎不遵循一般大型鯨類“夏季往北，冬季南移”的遷徙原則。北瓶鼻鯨似乎會季節性地在比斯開灣（Bay of Biscay）出現，時間約在5至8月，此時在較高緯度的巴倫支海與格陵蘭海（Greenland Sea）也相當容易發現牠們的身影。

## 習性
北瓶鼻鯨通常以1至4頭鯨組成的群體出現，多於此數目的情形相當罕見，不過曾有多達20頭的記錄。有時可在海面上同時看許多這樣的獨立小群。其群體通常僅由成年雌鯨與幼鯨或未成年鯨所組成，有時會包括一至數頭成年雄鯨。北瓶鼻鯨是好奇心很強的動物，牠們會接近靜止不動或以慢速前進的船隻，並會在附近游動，觀察到滿意為止；這項特點最早由捕鯨者發現並加以利用，他們將船開到北瓶鼻鯨常出沒的海域後就停船在海面漂浮，靜待牠們主動靠近船隻。其水面行為包括靜止不動一段時間，然後突然朝不同方向游動，有時會作鯨尾擊浪（lobtailing）與躍身擊浪（breaching）的動作。

### 潛水
曾有捕鯨者聲稱北瓶鼻鯨在被魚叉刺中時有時會潛水達二小時之久，不過其潛水時間一般在14至70分鐘之間，常潛至800公尺以下的深度，最深記錄為1,500公尺。深潛後通常會在海面停留約10分鐘左右，此時每30至40秒換氣一次，多分枝狀的噴氣可達1至2公尺高。下潛時不會高舉尾鰭，通常會在同一地點浮出水面。

### 發聲
北瓶鼻鯨會發出不連續的哨聲、吱喳聲與滴答聲，以及突然的爆衝音等，頻率與持續時間各不相同，可能與覓食和個體間聯繫有關。

## 生殖
大多數北瓶鼻鯨在春季至夏季初（4至6月）間生產，不過在“The Gully”曾經於8月時發現新生的幼鯨。懷孕期約為12個月，哺乳期至少在1年以上，幼鯨會在母親身旁待上2年左右。雖然由過去的捕鯨資料顯示，雌鯨每2年生產一次，不過平均生殖間隔可能超過2年。

## 食性
北瓶鼻鯨優越的潛水能力讓牠們能夠潛至深海覓食，在胃中曾經發現海星，推測牠們可能會在海底附近覓食。主要食用槍烏賊與魷魚，其中又以手鉤魷屬（Gonatus），特別是Gonatus fabricii這個種最受牠們喜愛，為牠們的主要食物來源。牠們也會食用鯡魚、格陵蘭大比目魚、銀鮫、星貂鮫、魟等多種魚類，還有蝦甚至是海參等。

## 捕鯨
已知最早捕捉北瓶鼻鯨的捕鯨船是蘇格蘭克科底港(Kirkcaldy)的酋長號(chieftain)，1852年該艘船在佛洛比西爾灣(Frobisher Bay)捕獲28頭北瓶鼻鯨。由於在牠們的頭部發現有鯨腦油（spermaceti，說明詳見抹香鯨）的存在，到了1877年，捕鯨規模開始擴大，至1891年時挪威已經有70餘艘捕鯨船在此北大西洋作業，該年共捕殺了3,000頭以上的北瓶鼻鯨。捕捉北瓶鼻鯨的船隻排水量約30至50公噸，包含船首與船尾共備有4到6門的捕鯨砲，不過其捕鯨砲魚叉的前端沒有設置炸藥，這點與捕捉大型鬚鯨的捕鯨船不同。1頭北瓶鼻鯨約可提煉1公噸油，若是體型巨大的雄鯨可達3至4噸；成年雄鯨約可取得300到400磅重的鯨腦油。

## 現狀
北瓶鼻鯨在19世紀晚期的25五年內，由英國與挪威船隊的捕獲記錄合計達22,000頭以上，這還不包括許多死亡或重傷但未被尋獲的個體。挪威持續捕捉北瓶鼻鯨至1973年後即停止，該年英國鯨肉市場（用製寵物食品）也依法關閉，國際捕鯨委員會（International Whaling Commission）自1977年起取消了北瓶鼻鯨的捕捉配額，並全面展開保護。毫無疑問的，捕鯨是某些地區族群量減少的主因，特別是在大西洋東北部，但減少的量究竟有多少引起激烈的爭論。目前所有族群皆已保育25年以上，已有明顯的回復。根據1980年代末期的一項調查，估計至少有5,000頭北瓶鼻鯨生存於冰島與法羅群島（Faoroe Islands）附近海域。雖然牠們未因漁業影響而大量死亡，但可能受到“The Gully”附近石油與天然氣開發帶來的威脅。